# Zagarise
Zagarise község (comune) Olaszország Calabria régiójában, Catanzaro megyében.

## Fekvése
A megye délkeleti részén fekszik. Határai: Albi, Magisano, Mesoraca, Petronà, Sellia, Sellia Marina, Sersale, Soveria Simeri, és Taverna.

## Története
A település neve hivatalos dokumentumokban először a 16. században jelenik meg, de valószínűleg a 11. századtól lakott vidék. Középkori épületeinek nagy része az 1783-as calabriai földrengésben elpusztult. A 19. század elején vált önálló községgé, amikor a Nápolyi Királyságban felszámolták a feudalizmust.

## Népessége
A népesség számának alakulása:

## Főbb látnivalói
- Castello Normanno
- Santa Maria dell’Assunta-templom
- Madonna del Rosario-templom